# Ecologische geschiedenis
Ecologische geschiedenis (ook wel milieugeschiedenis genoemd) is de studie van de ontwikkeling van de relatie tussen de mens en de natuur (of het milieu). Dit multidisciplinaire vakgebied dankt zijn ontstaan in hoge mate aan de erkenning van het milieuprobleem omstreeks 1970 en heeft wereldwijd, maar met name in de Verenigde Staten, vaste voet aan de grond gekregen. Het vakgebied kreeg vanaf 1990 meer aandacht door de aanhoudende problemen met het natuur- en milieubeheer, met name de klimaatproblematiek. Een Nederlandstalig overzicht van het vakgebied is onder meer gegeven door Manski (1996).

## Ontstaan

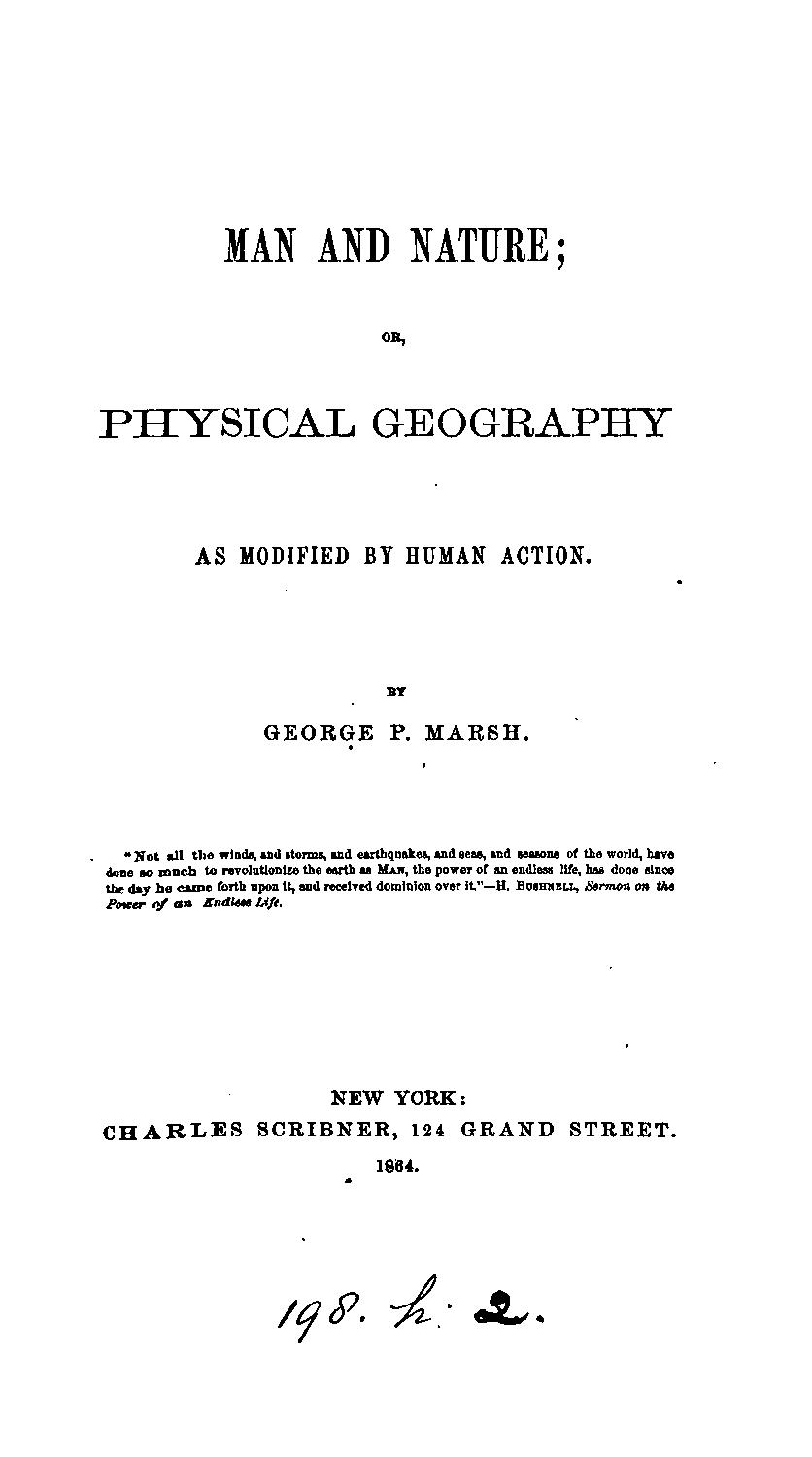
Titelpagina Man and Nature

Als pionierstudie voor ecologische geschiedenis wordt vaak gezien George Perkins Marsh’ Man and Nature (uit 1864; zie: Lowenthal 2000). Hij beschreef de destructieve gevolgen van het menselijke handelen op het landschap sinds de oude beschavingen in de Mediterrane wereld en deed een oproep voor het herstel van wouden, landbouwgronden en rivieren. De eigenlijke pionier van de discipline is evenwel Roderick Nash (1967) die niet alleen het beroemde boek Wilderness and the American Mind schreef maar ook de term environmental history introduceerde.

## Thema's
Een van de theoretische grondleggers van het vakgebied, Donald Worster (1977; 1988), onderscheidde drie onderzoeksthema’s.
Het eerste thema betreft het functioneren van de natuur in het verleden en de betekenis hiervan voor de mens. Dit omvat onderzoek naar de evolutie van de fauna en flora en de klimaatgeschiedenis, ook wel aangeduid met de term historische ecologie. Verder gaat het om studies naar het belang van planten en dieren voor brandstof, voedsel en kleding en de manier waarop mensen getroffen kunnen worden door ziekteverwekkers en natuurverschijnselen als overstromingen en lawines, soms aangeduid als ecologische antropologie en ecologische geografie.
In het tweede thema worden de relaties tussen sociaal-economische ordening, productiewijzen en het milieu bestudeerd. Hieronder vallen onder meer studies naar het zogenaamde ecologisch imperialisme van Europa. Alfred Crosby (1986) bijvoorbeeld laat de invasie van Europeanen en hun genen, huisdieren, ziekten en ongedierte in de rest van de wereld zien. Hij beschrijft onder meer hoe indianen tegen het eind van de zeventiende eeuw de heerschappij over hun gebied verloren en hoe Europeanen hun stempel drukten op Noord-Amerika met hun landbouw: tabak, honingbijen en landbouwhuisdieren.
Het derde thema is een onderdeel van de ideeën- en mentaliteitsgeschiedenis. Het omvat onderzoek naar de veranderende opvattingen over de plaats en de betekenis van de natuur en het milieu, met inbegrip van de vormgeving hiervan in normensystemen, wetgeving en politiek. Hiertoe behoren de beroemde boeken van Simon Schama (Landscape and Memory) en van Keith Thomas (Man and the Natural World, 1984).
Later is nog een vierde thema toegevoegd: de rol van cultuur, klasse en geslacht.
Een voorbeeld van een onderzoek waarin zowel culturele als materiële aspecten aan bod komen is Ecological Revolutions: Nature, Gender, and Science in New England van Carolyn Merchant (1989).
Ecologische geschiedenis is dus enerzijds een onderdeel van geschiedenis, maar anderzijds nauw verwant met (historisch getinte) andere vakgebieden zoals ecologie, klimatologie, antropologie en archeologie en put daarnaast uit nog heel andere vakken zoals chemie, sociologie en fysica. Het is sterk interdisciplinair.

## Europa
In Europa kreeg het vakgebied vorm via bijvoorbeeld de beroemde klimaatstudie van de Franse Annales-historicus Emmanuel LeRoy Ladurie (1980), Duitse bijdragen in het toonaangevende tijdschrift Technikgeschichte en de veel geciteerde Engelse studie The Big Smoke, a history of air pollution in London since medieval times van de chemicus Peter Brimblecombe (1987). Ook hieruit blijkt weer de interdisciplinaire oriëntatie. Ecologische geschiedenis wordt in de drie genoemde Europese landen beoefend, maar heeft ook een sterke positie in Italië. In 1999 werd de European Society for Environmental History (ESEH) gesticht met als doel onderwijs, onderzoek en publicaties op het gebied van ecologische geschiedenis te stimuleren.

## Nederland en België
In Nederland ontwikkelde de ecologische geschiedenis zich vanuit twee invalshoeken: de geschiedenis van de vervuiling en de hygiëne enerzijds en de historische geografie anderzijds (Winiwarter 2004). Studies over de omgang met het landschap vertonen een grote diversiteit en omvatten agrarische geschiedenis, met als pionier Slicher van Bath (1960), bosgeschiedenis (Buis 1983), de rol van het water (Van de Ven 1993) en waterbeheer zoals veenontginning en dijkaanleg (Van Dam & Tielhof 2006). Niet toevallig kent Nederland een Tijdschrift voor waterstaatsgeschiedenis. In Vlaanderen was een trendsetter over de geschiedenis van de stedelijke verontreiniging het werk van Verbruggen (1992). De geschiedenis van het landschap aldaar is onder meer beoefend door Verhulst (1966).
In Nederland ontwikkelde de Stichting Net Werk vanaf 1986 ruim een decennium lang verschillende activiteiten: er waren studiedagen en bijeenkomsten over de geschiedenis van hygiëne en milieu. Daarnaast verscheen (tot 2011) een nieuwsbrief. Deze stichting is nauw gaan samenwerken met de Vlaamse Vereniging voor Ecologische Geschiedenis die sinds 1996 het Vlaams-Nederlandse Tijdschrift voor Ecologische Geschiedenis (na 1998: Jaarboek voor Ecologische Geschiedenis) uitgeeft. Hiermee verbonden is de Nieuwsbrief Milieugeschiedenis Lage Landen, die vanaf 2007 verschijnt. Een ander belangwekkend project is dat van de werkgroep Historische Ecologie te Wageningen, waarbinnen milieuonderzoek is uitgevoerd met een sterk historisch-geografische inslag (Dirkx, Hommel & Vervloet 1992). 
Ook binnen historische studies aan wetenschap en techniek komen ecologisch historische aspecten geregeld aan de orde.
Ecologische geschiedenis wordt gedoceerd aan verscheidene universiteiten, onder meer die van Amsterdam, Antwerpen, Brussel, Gent, Groningen, Maastricht, Namen, Utrecht en Wageningen, waarbij alleen te Wageningen en Gent een hoogleraar ecologische geschiedenis is benoemd.
Binnen het op toepassing gerichte onderzoek en het beleid is eveneens belangstelling voor ecologische geschiedenis, blijkens publicaties over klimaatgeschiedenis door het KNMI (Buisman & Van Engelen 1995) en algemene milieugeschiedenis door het RIVM (De Vries & Goudsblom 2002).

## Mogelijkheden en problemen
Zo langzamerhand zijn er enkele belangrijke studies verschenen, ook in de Lage Landen, die nadrukkelijk praktische relevantie willen hebben en proberen bij te dragen tot beter begrip van het ontstaan en de ontwikkeling van natuur- en milieuproblemen. Zo is door historisch ecologisch onderzoek beter inzicht ontstaan in bodemverontreiniging (Nieuwkoop 1993) en vroege overbevissing (Ervynck & Van Neer 2005). Ook is er meer zicht gekomen op de vroegere natuur in Nederland, zoals het oerbos en op de mogelijkheden om een Ecologische Hoofdstructuur te realiseren naar het model van de oernatuur, gegeven de natuurlijke en maatschappelijke dynamiek (zie o.a. Van der Windt & Bogaert, 2007). Deze studies combineren kennis uit natuurwetenschappen als biologie, ecologie en chemie met meer historische onderzoeksmethoden zoals het raadplegen van archieven van overheden en bedrijven en sociaal-wetenschappelijke benaderingen.
Toch zijn er nog wel problemen met de praktische en theoretische afstemming van de verschillende vakken en onderzoeksthema's (Sörlin & Warde 2007). In de Lage Landen is de positie van het vak binnen het universitaire onderzoek en onderwijs bescheiden.

## Geciteerde literatuur
- BRIMBLECOMBE, P. (1987) The big smoke: a history of air pollution in London since medieval times (London).
- BUISMAN, J. & VAN ENGELEN, J. (1995-) Duizend jaar weer, wind en water in de Lage Landen (Franeker) (werk bestaat uit verschillende delen die vanaf 1995 verschijnen).
- CROSBY A. (1986) Ecological imperialism: the biological expansion of Europe, 900-1900 (Cambridge).
- DAM, P. VAN & TIELHOF, M. VAN (2006) Waterstaat in stedenland. Het hoogheemraadschap van Rijnland voor 1857 (Utrecht).
- DIRKX, J., HOMMEL P. & VERVLOET J. (1992) Historische ecologie: een overzicht van achtergronden en mogelijke toepassingen in Nederland, Landschap, 9 (1), pag. 39-51.
- ERVYNCK, A. & VAN NEER, W. (2005) De overexploitatie van dierlijke producten uit de vrije natuur: archeologische indicatoren voor historische fenomenen, Jaarboek voor Ecologische Geschiedenis 2004, pag. 1-18.
- LOWENTHAL, D. (2000) George Perkins Marsh, prophet of conservation (Seattle).
- NIEUWKOOP, J.A.W. (1993) Bodemverontreiniging op voormalige bedrijfsterreinen: de erfenis van anderhalve eeuw industriële ontwikkeling in Noord-Brabant (Eindhoven).
- LE ROY LADURIE, E. (1983) Histoire du climat depuis l’an mil (Paris).
- MANSKI, E.-E. (1996) Ecologische geschiedenis en milieugeschiedenis, Een historiografisch literatuuroverzicht, Tijdschrift voor Ecologische Geschiedenis 1 (1), pag. 5-17.
- MERCHANT, C. (1989) Ecological Revolutions: Nature, Gender, and Science in New England (Chapel Hill).
- NASH, R. (1967) Wilderness and the American mind (New Haven).
- SCHAMA, S. (1995) Landscape and Memory (London).
- SLICHER VAN BATH, B.H. (1960) De agrarische geschiedenis van West-Europa, 600-1850 (Utrecht).
- SÖRLIN, S. & P. WARDE (2007) The problem of the problem of Environmental History, Environmental History, 12 (1), pag. 107-130.
- THOMAS K. (1984) Man and the Natural world 1500-1800 (Harmondsworth).
- VERBRUGGEN, CH. (2002) De stank bederft onze eetwaren. Reacties op industriële vervuiling tijdens de 19de eeuw, Academia Press, reeks Economie en Ecologie (Gent).
- VERHULST, A. (1966) Het landschap in Vlaanderen in historisch perspectief (Antwerpen).
- VERHULST, A. (1995) Landschap en landbouw in middeleeuws Vlaanderen (Brussel).
- VRIES, B. DE & GOUDSBLOM J. (eds.) (2002) Mappae Mundi: humans and their habitats in a long-term socio-ecological perspective: myths, maps and models (Amsterdam).
- WINIWARTE,V., ARMIERO, M., DAM, P. VAN, DIX, A., ELIASSON, P., HOLM, P., JELECEK, L., LAMBERT, R. A.; MASSARD-GUILBAUD, G., GONZALES DE MOLINA, M., MYLLYNTAUS, T., OOSTHOEK, J., PFISTER, C. & RACZ, L. (2004) Environmental History in Europe from 1994 to 2004, Enthusiasm and Consolidation. Environment and History, 10 (4), pag. 501-530.
- WINDT, H.J. VAN DER & BOGAERT, D. (2007), Vlaamse en Nederlandse natuurbeschermers op zoek naar een betere natuur; discoursen en strategieën in de periode 1945-2005, Jaarboek voor Ecologische Geschiedenis, pag. 133-164.
- WORSTER, D. (1977) Nature’s Economy (Cambridge).
- WORSTER, D. (ed.) (1988) The Ends of the Earth: perspectives on modern environmental history (Cambridge).